# Château de Carlisle
Le château de Carlisle est une forteresse médiévale située dans la ville britannique de Carlisle, dans le comté anglais de Cumbria. Bâti au XIe siècle, non loin des ruines du mur d’Hadrien, il a été la scène de nombreuses batailles en raison de la proximité entre Carlisle et la frontière entre l’Angleterre et l’Écosse.
Le château est aujourd’hui géré par l’English Heritage, et ouvert au public. Le régiment d’infanterie britannique King’s Own Royal Border Regiment y avait son centre administratif jusqu’à sa dissolution en 2006, et un musée lui est à présent consacré dans les murs.

## Historique
Le château de Carlisle a été construit durant le règne de Guillaume II d’Angleterre, le fils de Guillaume le Conquérant, qui a envahi l’Angleterre en 1066. Guillaume II chasse les Écossais du Cumberland (le nom originel de la partie nord et ouest de la Cumbria), encore considéré comme écossais. Il ordonne la construction d’une motte castrale de style normand à Carlisle, sur le site d’un ancien fort romain, pour garder la frontière nord de l’Angleterre ; la construction commence en 1093. En 1122, Henri Ier d’Angleterre fait construire le château en pierre, ainsi que le donjon et les murs de la ville.

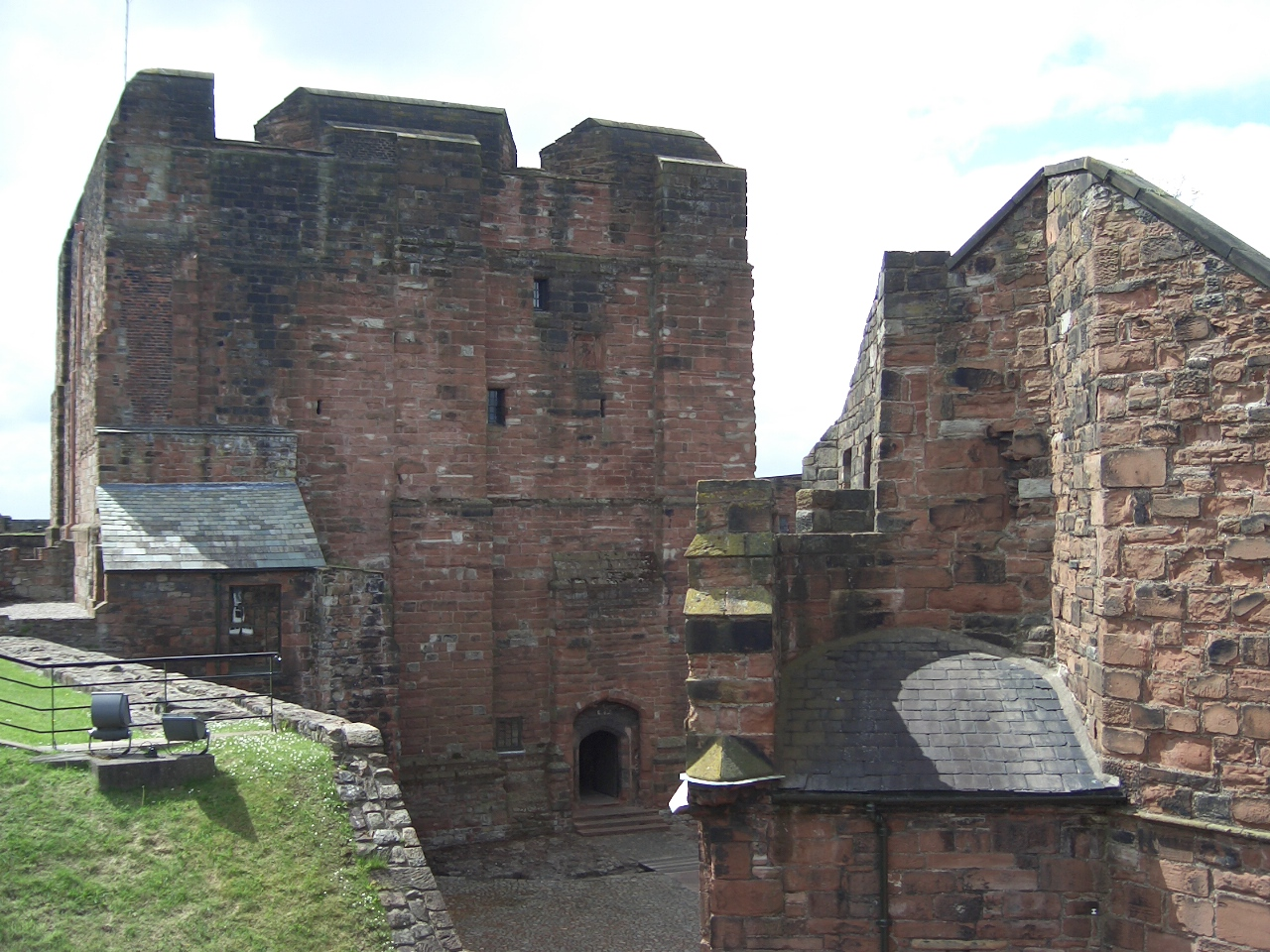
Château de Carlisle, depuis le rempart.

Les Écossais essayent à plusieurs reprises de reprendre le territoire. De fait, Carlisle et son château changent de mains de nombreuses fois au cours des 700 années suivantes. La première se passe au cours du règne d’Étienne d’Angleterre : le rois écossais David Ier prend la ville, profitant de l’Anarchie anglaise ; il achève la construction des murs, mais cela n’empêche pas les Anglais de reprendre la ville quelques années après.
Henri VIII fait adapter le château à l’artillerie par l’ingénieur Stefan von Haschenperg (en). Marie Stuart est emprisonnée dans le château quelques mois en 1568, dans le coin sud-est, qui a depuis été démoli. Au cours de la Première Révolution anglaise, le château est assiégé par les « têtes rondes » pendant huit mois, en 1644.
Les plus importantes batailles autour de la cité de Carlisle se font durant la Seconde Rébellion jacobite, contre George II de Grande-Bretagne. En 1745, les armées du prince Charles Édouard Stuart descendent d’Écosse jusqu’à Derby en Angleterre ; Carlisle et son château sont saisis et fortifiés par les Jacobites. Elles sont cependant repoussées par les armées du prince William Augustus, le fils de George II, qui reprend la ville et fait emprisonner et exécuter les Jacobites. Cette bataille est la dernière des environs de Carlisle, les nations anglaise et écossaise fusionnant dans le royaume de Grande-Bretagne.

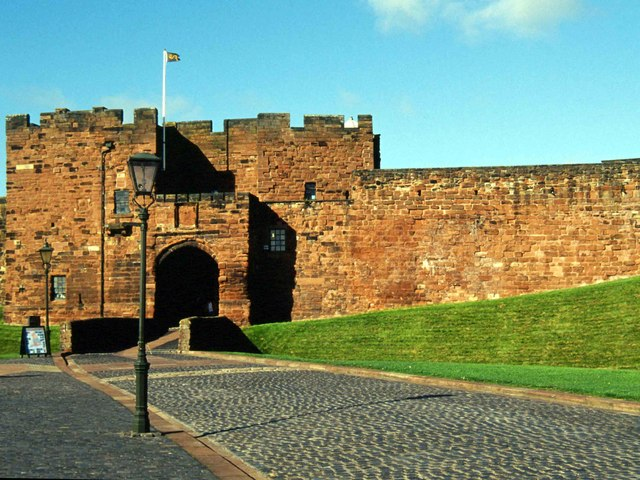
Entrée du château de Carlisle. (Tour de De Ireby)

Certaines parties du château sont démolies pour fournir des matériaux de construction, au XIXe siècle. La British Army récupère la gestion du château jusqu’en 1959, lorsqu’il passe sous contrôle du Département de l’Environnement, et plus tard de l’English Heritage.

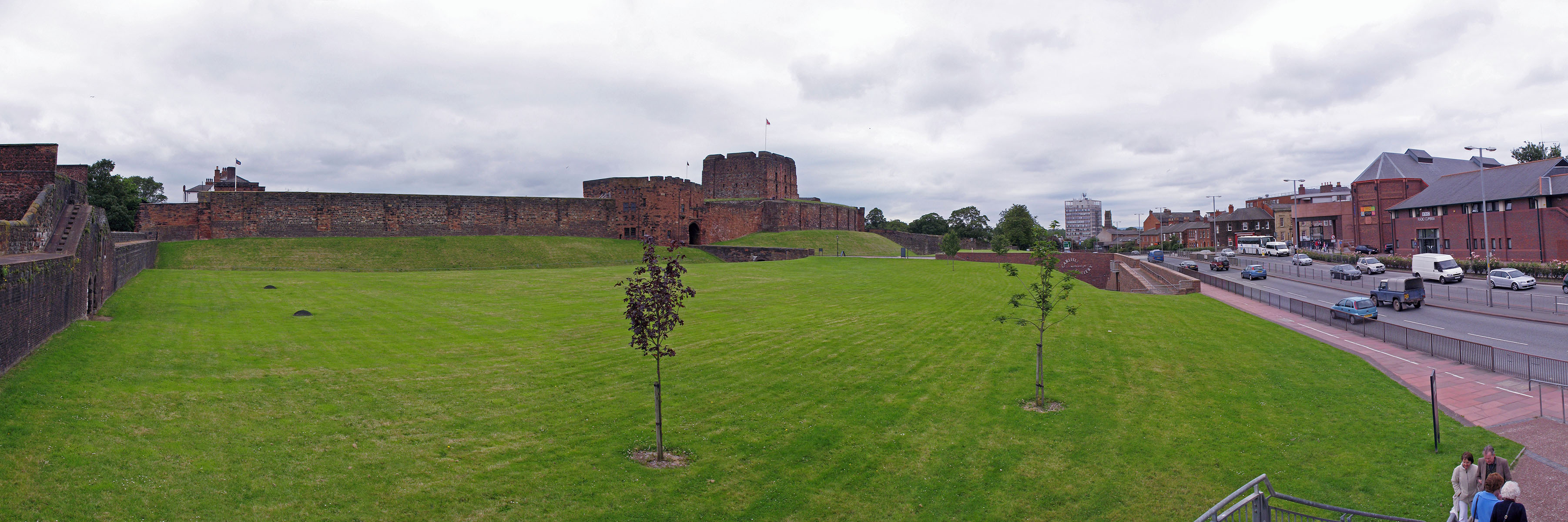
Extérieur du château de Carlisle, avec l’entrée au centre de l’image.